# Superman: Shadow of Apokolips
Superman: Shadow of Apokolips (рус. Супермен: Тень Апокалипсиса) — видеоигра в жанре приключенческого боевика, разработанная студией Infogrames и изданная компанией Atari совместно с Warner Bros. Interactive Entertainment и DC Comics для игровой приставки PlayStation 2 осенью 2002 года. Весной следующего года была портирована на GameCube. Игра посвящена Супермену, ведущему персонажу DC Comics и основана на мультипликационном сериале Superman: The Animated Series.

## Сюжет
Полагая, что международное преступное братство Intergang снова активизирует свою деятельность, Супермен понимает, что существа, вызывающие хаос во всём Метрополисе, на самом деле, группа роботов, использующих старые методы Intergang. Так называемые «Interbots» имеют доступ к самому высокотехнологичному оружию, которое обладает достаточной поражающей мощностью, чтобы ранить или даже убить Человека из стали. Эти роботы изготовлены по заказу лидера, которым, как позднее выяснилось, является Лекс Лютор, тайно работающий с Дарксайдом. Выяснив, что оружие поступает из Апоколипса, Супермен намеревается уничтожить роботов и их оружие.

## Отзывы и критика
| Сводный рейтинг | Сводный рейтинг |
| Агрегатор       | Оценка          |
| --------------- | --------------- |
| GameRankings    | 65,46 %         |

Игра Superman: Shadow of Apokolips получила в среднем положительные отзывы по сравнению с провальным релизом Superman в 1999 году. Средняя оценка версии игры для PlayStation 2 на сайте-агрегаторе Metacritic составляет 64 балла из 100 возможных, а версии для GameCube — 66 баллов.